# Thajsko na Letních olympijských hrách 2008
Thajsko se účastnilo Letní olympiády 2008. Zastupovalo ho 47 sportovců (22 mužů a 25 žen) v 12 sportech.

## Medailisté
| Medaile | Jméno                            | Sport     | Soutěž                       |
| ------- | -------------------------------- | --------- | ---------------------------- |
| Zlato   | Somjit Jongjohor                 | Box       | Muži váha muší do 51 kg      |
| Zlato   | Prapawadee Jaroenrattanatarakoon | Vzpírání  | ženy do 53 kg                |
| Stříbro | Buttree Puedpong                 | Taekwondo | ženy do 49 kg                |
| Stříbro | Manus Boonjumnong                | Box       | Muži velterová váha do 64 kg |